# Gnathochorisis xanthocephalus
Gnathochorisis xanthocephalus là một loài tò vò trong họ Ichneumonidae.